# Maja Bratkič
Maja Bratkič (ur. 14 maja 1991) – słoweńska lekkoatletka specjalizująca się w trójskoku.
W 2013 sięgnęła po brąz mistrzostw świata juniorów młodszych w Ostrawie. Dziewiąta zawodniczka juniorskiego czempionatu w Bydgoszczy (2008). Rok później zajęła 10. miejsce na mistrzostwach Europy juniorów w Nowym Sadzie. Na 5. miejscu zakończyła rywalizację podczas juniorskich mistrzostw świata w Moncton (2010). Brązowa medalistka młodzieżowego czempionatu Europy w Tampere (2013). Złota medalistka mistrzostw Słowenii.
Rekordy życiowe: stadion – 13,75 (2 czerwca 2012, Nova Gorica); hala – 13,62 (31 stycznia 2010, Bratysława).

## Osiągnięcia
| Rok  | Impreza                               | Miejsce   | Lokata            | Wynik (m) |
| ---- | ------------------------------------- | --------- | ----------------- | --------- |
| 2007 | Mistrzostwa świata juniorów młodszych | Ostrawa   | 3. miejsce        | 12,96     |
| 2007 | Olimpijski festiwal młodzieży Europy  | Belgrad   | 2. miejsce        | 12,89     |
| 2008 | Mistrzostwa świata juniorów           | Bydgoszcz | 9. miejsce        | 13,09     |
| 2009 | Mistrzostwa Europy juniorów           | Nowy Sad  | 10. miejsce       | 12,93     |
| 2010 | Mistrzostwa świata juniorów           | Moncton   | 5. miejsce        | 13,65     |
| 2013 | Halowe mistrzostwa Europy             | Göteborg  | el. – 19. miejsce | 12,99     |
| 2013 | Młodzieżowe mistrzostwa Europy        | Tampere   | 3. miejsce        | 13,52     |